# مهرآباد (جماعت)
مهرآباد (نام سابق: گُم‌بلاغ) جماعت و شهرکی در کشور تاجیکستان است که در ناحیهٔ فیض‌آباد ناحیه‌های تابع جمهوری قرار دارد. جمعیت این جماعت ۸۲۳۲ است.